# Jair Marinho
Jair Marinho de Oliveira (San Antonio de Padua, Brasil, 17 de julio de 1936-Niterói, Brasil, 7 de marzo de 2020), más conocido como Jair Marinho, fue un futbolista brasileño que jugaba como defensa.

## Fallecimiento
Falleció el 7 de marzo de 2020 en el Hospital de Clínicas Alameda de Niterói, a los 83 años, debido a un paro cardiorrespiratorio. Se encontraba internado desde febrero tras haber sufrido un accidente cerebrovascular.

## Selección nacional
Fue internacional con la selección brasileña en cuatro ocasiones. Formó parte de la selección campeona del mundo en 1962, pese a no haber jugado ningún partido durante el torneo.

### Participaciones en Copas del Mundo
| Mundial                        | Sede  | Resultado | Partidos | Goles |
| ------------------------------ | ----- | --------- | -------- | ----- |
| Copa Mundial de Fútbol de 1962 | Chile | Campeón   | 0        | 0     |

## Clubes
| Club          | País   | Año       |
| ------------- | ------ | --------- |
| Fluminense    | Brasil | 1956-1963 |
| Portuguesa    | Brasil | 1964-1965 |
| Corinthians   | Brasil | 1965-1967 |
| Vasco da Gama | Brasil | 1967      |
| Alianza Lima  | Perú   | 1968-1969 |
| Campo Grande  | Brasil | 1970      |

## Palmarés

### Campeonatos regionales
| Título               | Club       | País   | Año  |
| -------------------- | ---------- | ------ | ---- |
| Torneo Río-São Paulo | Fluminense | Brasil | 1957 |
| Campeonato Carioca   | Fluminense | Brasil | 1959 |
| Torneo Río-São Paulo | Fluminense | Brasil | 1960 |

### Copas internacionales
| Título                 | Selección | Sede  | Año  |
| ---------------------- | --------- | ----- | ---- |
| Copa Mundial de Fútbol | Brasil    | Chile | 1962 |